# Операция «Концерт»

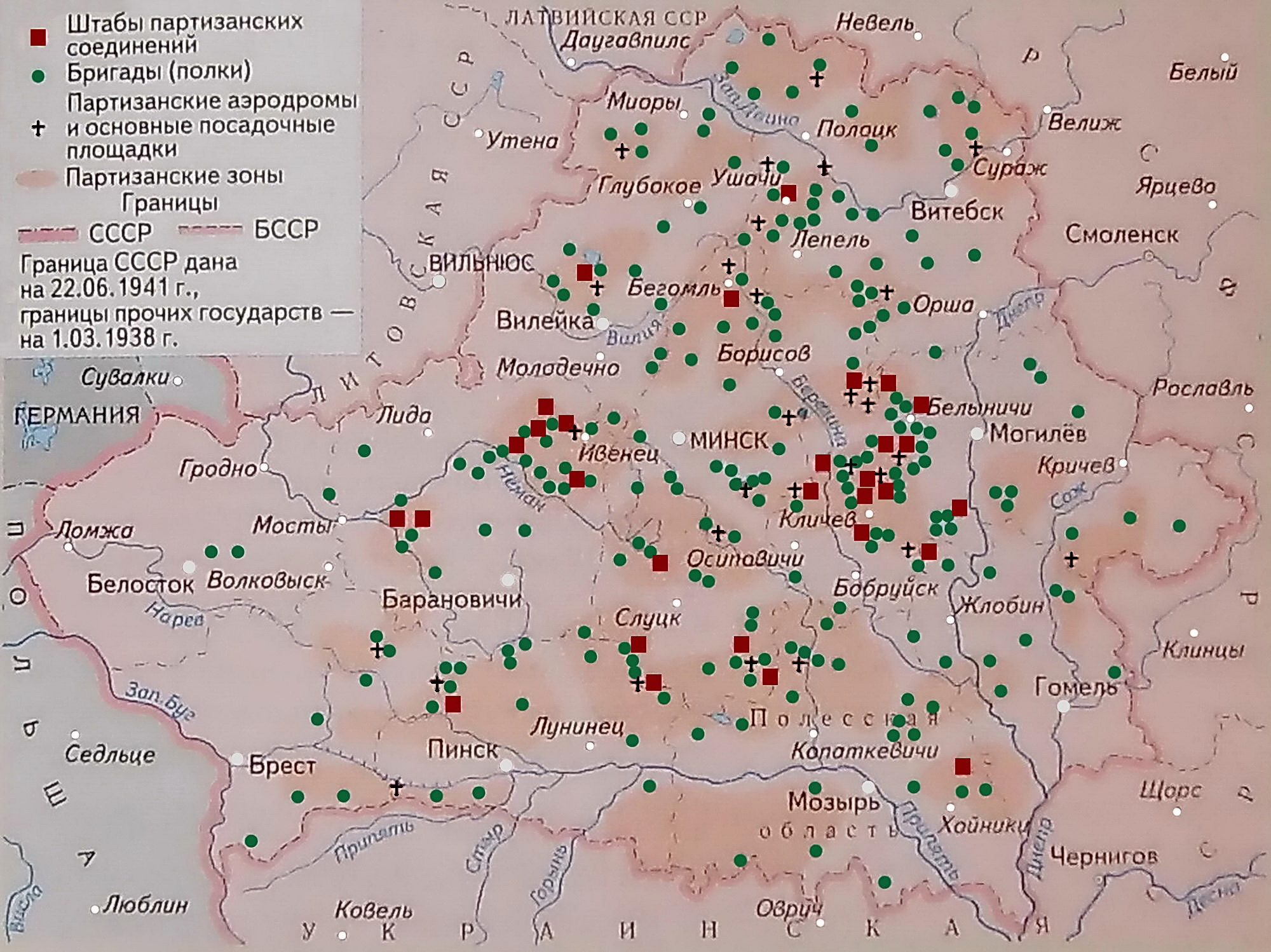
Партизанские формирования на территории БССР Союза ССР, в период 1942—1944 годов.

Операция «Конце́рт» — кодовое наименование операции советских партизан, проводившейся с 19 сентября по конец октября 1943 года, продолжение операции «Рельсовая война».

## География операции
В операции участвовало 193 партизанских формирования (свыше 120 тысяч человек) Белоруссии, Прибалтики, Карелии, Крыма, Ленинградской и Калининской областей. Протяжённость операции по фронту около 900 километров (исключая Карелию и Крым) и в глубину свыше 400 километров. Данная операция была тесно связана с предстоявшим наступлением советских войск на смоленском и гомельском направлениях и Битвой за Днепр. Руководство осуществлял Центральный штаб партизанского движения.

## Цель операции
Вывод из строя больших участков железнодорожных путей с целью срыва воинских перевозок противника.

## Подготовка операции
Каждое партизанское формирование получило конкретную боевую задачу. Было налажено массовое обучение партизан минно-подрывному делу. В связи с ухудшением метеоусловий советская авиация к 19 сентября доставила партизанам лишь 50 процентов запланированных грузов, поэтому срок начала операции был перенесён на 25 сентября.

## Ход операции

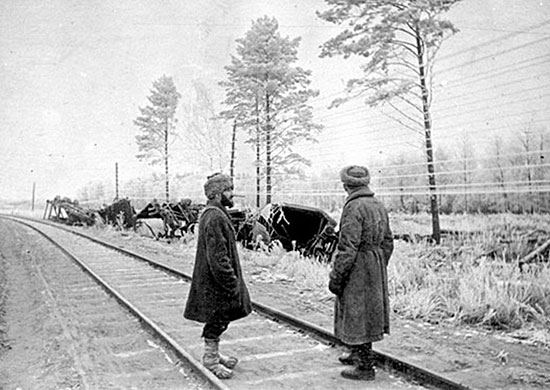
Результат проведения операции «Концерт» в тылу у немцев — рядом с железнодорожным полотном взорванные белорусскими партизанами поезда. Декабрь 1943 г.

Часть партизанских бригад вышла на исходные рубежи и в ночь на 19 сентября нанесла удар по железнодорожным коммуникациям. Основная масса партизанских формирований начала боевые действия в ночь на 25 сентября. Фашистское командование предприняло усилия для восстановления движения по железной дороге: в Белоруссию были переброшены новые железнодорожные восстановительные батальоны, на ремонтные работы сгонялось местное население. Из Польши, Чехословакии, Германии доставлялись рельсы и шпалы, но партизаны вновь выводили из строя отремонтированные участки. Операция была прекращена из-за отсутствия взрывчатки.

## Результаты операции
В ходе операции подорвано около 150 тысяч рельсов (из 11 миллионов, находившихся на оккупированной территории на 1 января 1943 года). Только белорусские партизаны подорвали около 90 тысяч рельсов, 1041 поездов, взорвали 72 железнодорожных моста, разгромили 58 гарнизонов. В результате действий партизан пропускная способность железных дорог снизилась на 35—40 процентов, что значительно затруднило перегруппировки фашистских войск и оказало большую помощь наступающей Красной Армии.
Как отмечал известный советский диверсант Илья Старинов, переключение основных усилий партизан на уничтожение рельсов при недостатке взрывчатки (из-за которого пришлось отменить зимний этап операции) привело к сокращению крушений поездов и в итоге способствовало увеличению пропускной способности дорог, но затруднило их восстановление Красной Армией в ходе наступления.